# ロバート・ジェイムズ・ジョージ・マクラーキン
ロバート・ジェイムズ・ジョージ・マクラーキン（Robert James George McClurkin, 1911年12月8日 - 1956年5月6日）は、アメリカ合衆国の官僚。

## 生涯
1911年にニューヨーク州リスボンで誕生。父親はウォルター・クライド・マクラーキン (Walter Clyde McClurkin, 1882-1973)、母親はモーナ・ゲイル・マクウィリアムズ (Morna Gail McWilliams, 1883-1973)。1935年12月24日にメアリー・ジュリア・シェルトン (Mary Julia Shelton) と結婚し、1男1女をもうけた。ペンシルベニア州ピッツバーグのアレゲーニー高校を卒業。1931年にピッツバーグ大学で学士号を取得。1932年にピッツバーグ大学で修士号を取得。ペンシルベニア大学に一時在籍。
1934年に民間事業局ペンシルベニア歴史測量部で地域監督官。1934年から1938年までペンシルベニア州のパーキオメン・スクールで教師。1938年から1940年までペンシルベニア大学で歴史学の助手。1940年から1941年までミューレンバーグ大学で経済学の講師。1941年から1942年までペンシルベニア大学で歴史学の講師、および米国社会科学研究会議で研究員。1942年から1943年まで国務省経済戦争委員会で情報分析官および経済分析官。1943年から1945年まで対外経済局で渉外担当官および航空輸送部長特別補佐官。1945年から1946年まで国務省対外清算委員会で市場調査課長、航空部副部長、および航空部長。1946年から1948年まで国務省民間航空委員会で経済規制局長補佐官。1948年から1950年まで国務省民間航空委員会で経済規制局長。
1951年4月2日から1954年9月まで国務省極東局の北東アジア部で副部長。1954年9月9日から1955年1月30日まで北東アジア部長代行
。1955年1月30日から1956年1月6日まで北東アジア部長。1956年1月6日よりロンドンの帝国防衛大学に派遣。1956年5月にイングランドのロンドンで死去。